# Малинівська селищна територіальна громада
Малинівська селищна територіальна громада — територіальна громада в Україні, в Чугуївському районі Харківської області. Адміністративний центр — селище Малинівка.
Площа громади — 120,97 км², населення — 8341 мешканець (2017).
Утворена 24 липня 2017 року шляхом об'єднання Малинівської селищної ради та Старогнилицької сільської ради Чугуївського району.

## Населені пункти
До складу громади входять селище Малинівка і села Стара Гнилиця та Мосьпанове.